# Liste der Nummer-eins-Hits in Finnland (1972)
Dies ist eine Liste der Nummer-eins-Hits in Finnland im Jahr 1972. Sie basiert auf den offiziellen Single Top und den Album Top, die im Auftrag von Musiikkituottajat, der finnischen Landesgruppe der IFPI, erstellt werden.

## Singles
| | Liste der Nummer-eins-Hits in Finnland | Liste der Nummer-eins-Hits in Finnland | Liste der Nummer-eins-Hits in Finnland                   | 1973 →                    |
| \| Zeitraum \| Wo. ges. \| Interpret \| Titel Autor(en) \| Zusätzliche Informationen \| \| (Zeitraum, Wochen auf Platz eins, Interpret, Titel, Autor[en], zusätzliche Informationen) \| \| \| \| \| \| ----------------------------------------------------------------------------------------- \| -------- \| --------------- \| -------------------------------------------------------- \| ------------------------- \| \| Januar 1972 – März 1972 3 Monate \| 3 \| Los Pop Tops \| Mamy Blue Hubert Yves Adrien Giraud \| – \| \| April 1972 1 Monat \| 1 \| Michel Delpech \| Pour un flirt Michel Delpech, Roland Vincent \| – \| \| Mai 1972 1 Monat \| 1 \| The Sweet \| Poppa Joe Nicky Chinn, Michael Donald Chapman \| – \| \| Juni 1972 1 Monat \| 1 \| Danny \| Vai niin, vai niin \| – \| \| Juli 1972 1 Monat \| 1 \| The New Seekers \| Beg, Steal Or Borrow Tony Cole, Graeme Hall, Steve Wolfe \| – \| \| August 1972 1 Monat \| 1 \| Neil Reid \| Mother of Mine Parkinson \| – \| \| September 1972 – Dezember 1972 4 Monate \| 4 \| Hot Butter \| Popcorn Gershon Kingsley \| – \| |                                        |                                        |                                                          |                           |
| |                                        |                                        |                                                          | → 1973 →                  |
| Zeitraum | Wo. ges.                               | Interpret                              | Titel Autor(en)                                          | Zusätzliche Informationen |
| (Zeitraum, Wochen auf Platz eins, Interpret, Titel, Autor[en], zusätzliche Informationen) |                                        |                                        |                                                          |                           |
| Januar 1972 – März 1972 3 Monate | 3                                      | Los Pop Tops                           | Mamy Blue Hubert Yves Adrien Giraud                      | –                         |
| April 1972 1 Monat | 1                                      | Michel Delpech                         | Pour un flirt Michel Delpech, Roland Vincent             | –                         |
| Mai 1972 1 Monat | 1                                      | The Sweet                              | Poppa Joe Nicky Chinn, Michael Donald Chapman            | –                         |
| Juni 1972 1 Monat | 1                                      | Danny                                  | Vai niin, vai niin                                       | –                         |
| Juli 1972 1 Monat | 1                                      | The New Seekers                        | Beg, Steal Or Borrow Tony Cole, Graeme Hall, Steve Wolfe | –                         |
| August 1972 1 Monat | 1                                      | Neil Reid                              | Mother of Mine Parkinson                                 | –                         |
| September 1972 – Dezember 1972 4 Monate | 4                                      | Hot Butter                             | Popcorn Gershon Kingsley                                 | –                         |

## Alben
| | Liste der Nummer-eins-Hits in Finnland | Liste der Nummer-eins-Hits in Finnland | Liste der Nummer-eins-Hits in Finnland | 1973 →                    |
| \| Zeitraum \| Wo. ges. \| Interpret \| Titel \| Zusätzliche Informationen \| \| (Zeitraum, Wochen auf Platz eins, Interpret, Titel, zusätzliche Informationen) \| \| \| \| \| \| ------------------------------------------------------------------------------ \| -------- \| -------------------------- \| ----------------------------- \| ------------------------- \| \| Januar 1972 – Februar 1972 2 Monate \| 2 \| Viktor Klimenko \| Stenka Rasin \| – \| \| März 1972 1 Monat \| 1 \| Uriah Heep \| Look at Yourself \| – \| \| April 1972 1 Monat \| 1 \| (Verschiedene Interpreten) \| Huipulla \| – \| \| Mai 1972 – Juli 1972 3 Monate \| 3 \| Deep Purple \| Machine Head \| – \| \| August 1972 – Oktober 1972 3 Monate \| 3 \| Uriah Heep \| Demons and Wizards \| – \| \| November 1972 1 Monat (insgesamt 3) \| 3 \| Fredi \| Niin paljon kuuluu rakkauteen \| – \| \| Dezember 1972 1 Monat \| 1 \| Uriah Heep \| The Magician’s Birthday \| – \| |                                        |                                        |                                        |                           |
| |                                        |                                        |                                        | → 1973 →                  |
| Zeitraum | Wo. ges.                               | Interpret                              | Titel                                  | Zusätzliche Informationen |
| (Zeitraum, Wochen auf Platz eins, Interpret, Titel, zusätzliche Informationen) |                                        |                                        |                                        |                           |
| Januar 1972 – Februar 1972 2 Monate | 2                                      | Viktor Klimenko                        | Stenka Rasin                           | –                         |
| März 1972 1 Monat | 1                                      | Uriah Heep                             | Look at Yourself                       | –                         |
| April 1972 1 Monat | 1                                      | (Verschiedene Interpreten)             | Huipulla                               | –                         |
| Mai 1972 – Juli 1972 3 Monate | 3                                      | Deep Purple                            | Machine Head                           | –                         |
| August 1972 – Oktober 1972 3 Monate | 3                                      | Uriah Heep                             | Demons and Wizards                     | –                         |
| November 1972 1 Monat (insgesamt 3) | 3                                      | Fredi                                  | Niin paljon kuuluu rakkauteen          | –                         |
| Dezember 1972 1 Monat | 1                                      | Uriah Heep                             | The Magician’s Birthday                | –                         |

Siehe auch: Nummer-eins-Hits 1972 in  Australien, Belgien, Deutschland, Frankreich, Irland, Italien, Japan, Kanada, Neuseeland, den Niederlanden, Norwegen, Österreich, der Schweiz, Spanien, den Vereinigten Staaten und im Vereinigten Königreich.